# Йоанніс Коракідіс
Йоанніс Коракідіс (англ. Ioannis Korakidis, нар. 23 червня 2003) — грецький легкоатлет, який спеціалізується на метанні молота.

## Спортивні досягнення
Чемпіон світу серед юніорів у метанні молота (2022).